# De Polle (Drenthe)
De Polle is een buurtschap in de gemeente Midden-Drenthe, in de Nederlandse provincie Drenthe.
Het is gelegen aan zijweg van de Vaartweg en vormt eigen buurtje binnen de buurtschap Hijkersmilde. Om die reden heeft het geen eigen witte (buurtschap)borden. Beide buurtschappen vallen onder de wijk Smilde-Zuid waar 345 inwoners woonden in 2010.
Hoofdplaats: Beilen

Overige kernen: Alting · Balinge · Beilervaart · Bovensmilde · Brunsting · Bruntinge · De Polle · Drijber · Elp · Eursing · Eursinge · Garminge · Hijken · Hijkersmilde · Holthe · Hoogersmilde · Hooghalen · Klatering · Laaghalen · Laaghalerveen · Lieving · Lievingerveld · Makkum · Mantinge · Nieuw-Balinge · Norgervaart (deels) · Oosthalen · Oranje · Orvelte · Smalbroek · Rheeveld · Smilde · Spier · Terhorst · Westerbork · Wijster · Witteveen · Zuidveld · Zwiggelte

Drenthe: Steden en dorpen      Nederland: Provincies · Gemeenten